# Barbara Potter (judoka)
Barbara Potter es una deportista australiana que compitió en judo. Ganó dos medallas en el Campeonato de Oceanía de Judo en los años 1990 y 1994.

## Palmarés internacional
| Campeonato de Oceanía | Campeonato de Oceanía | Campeonato de Oceanía | Campeonato de Oceanía |
| Año                   | Lugar                 | Medalla               | Categoría             |
| --------------------- | --------------------- | --------------------- | --------------------- |
| 1990                  | Papeete (Francia)     | Medalla de bronce     | –48 kg                |
| 1994                  | Sídney (Australia)    | Medalla de plata      | –48 kg                |